# 帕默尔干旱指数
Palmer干旱指数（英語：Palmer Drought Index），也被称为Palmer干旱严重程度指数（Palmer Drought Severity Index），英文缩写为PDSI，是一个基于降水量和温度的干燥程度的量规。它是由气象学家Wayne Palmer研发的，并在1965年为美国气象局的气候学办公室撰写的论文Meteorological Drought中首次发布。
这个指数是基于土壤湿度的供需模型的。“供”是相对直接的计算出来的，但是“需”因为取决于多个因素所以比较复杂——不仅是温度和土壤湿度，还包括很难测量的蒸发量和重新补水速率。Palmer试图通过一个算法来克服这些困难， 这个算法根据那些可以迅速获取的数据，比如降水量和温度，来模拟出一个近似值。
Palmer指数在判定长期干旱——比如长达数个月的干旱——方面被证明是非常有效的，但在判断持续数周的干旱上稍差。
| 水分分级 | PDSI               |
| -------- | ------------------ |
| 极度湿润 | ≥4. 00             |
| 过度湿润 | 3. 00 ～ 3. 99     |
| 湿 润    | 2. 00 ～ 2. 99     |
| 轻度湿润 | 1. 00 ～ 1. 99     |
| 初始湿期 | 0. 50 ～ 0. 99     |
| 正 常    | 0. 49 ～ - 0. 49   |
| 初始干旱 | - 0. 50 ～ - 0. 99 |
| 轻度干旱 | - 1. 00 ～ - 1. 99 |
| 干 旱    | - 2. 00 ～ - 2. 99 |
| 严重干旱 | - 3. 00 ～ - 3. 99 |
| 极度干旱 | ≤ - 4. 00          |

Palmer 干旱指数分级。它用正数表示湿润程度，负数表示干燥程度。
Palmer开发了一个表格用于标准化不同地区干燥程度的度量，其基础是当地降水量和温度的变化。所以，只要降水量和温度数据充分，Palmer指数可以被应用于任意地区。

## 批评
Palmer指数在度量降雪和霜冻上的无力是被引证过的。

## 用途
Palmer指数在操作中被广泛使用，美国国家海洋和大气管理局每周都会发布Palmer地图。气候学家也曾经用Palmer指数来做全球长期干旱分析的标准化工作。根据从19世纪开始的机器记录，全球的Palmer数据库也被建立了。
另外，树木年代学已经被用于生成北美200年来估测的Palmer指数，这些数据可以用来分析长期干旱的趋势。
本指数也被用于解释青铜時期的崩溃。

## 其它
在美国，地区性的Palmer地图是有线电视频道Weatherscan的服务内容。